# Requiem (Paus)
Das Requiem des norwegischen Komponisten Marcus Paus ist ein Kammermusikwerk für Bass und Klavier, das auf den Texten der  traditionellen Totenmesse Requiem basiert. Die norwegische Textfassung stammt vom Vater des Komponisten, dem Musiker Ole Paus. Es wurde zu den Kirchenfesttagen der lutherischen Norwegischen Kirche in Sandefjord in Auftrag gegeben und 2014 uraufgeführt. Seitdem wurde es oft in norwegischen Kulturkirchen und als Teil von Kirchenmusiktagen in Norwegen aufgeführt.
Das etwa halbstündige Werk besteht – wie traditionell vorgegeben – aus sieben Teilen: Introitus, Graduale, Dies Irae, Offertorium, Agnus Dei, Libera Me und In paradisum.